# Pterolophia woodlarkiana
Pterolophia woodlarkiana là một loài bọ cánh cứng trong họ Cerambycidae.